# Франсиско Миранда
Франсиско Миранда (шп. Francisco Miranda; Каракас, 28. март 1752 — Кадиз, 14. јул 1816), био је венецуелански генерал, учесник ратова у Шпанији, Француској и САД и борац за независност Латинске Америке. Био је велики заговорник револуције и био је изузетно цењен у политичким круговима Европе. Заједно са Боливаром отпочео је Рат за независност у Венецуели.
Проглашен је генералисимусом са диктаторским овлашћењима 1812. године. Обећао је ослобађање од ропства оних који ступе у ослободилачку армију. Исте 1812. године доживео је војни пораз и прихватио је капитулацију. Заробљен је и конфиниран у Шпанију.